# كارلينهوس (لاعب كرة قدم مواليد 1990)
كارلينهوس (بالبرتغالية: Carlos Alberto Rogger Dias‏) هو لاعب كرة قدم برازيلي في مركز الوسط، ولد في 1 أبريل 1990 في ريو دي جانيرو في البرازيل. لعب مع نادي فاسكو دا غاما ونادي فيغورينسي.

## وصلات خارجية
- كارلينهوس (لاعب كرة قدم مواليد 1990) على موقع قاعدة بيانات كرة القدم.إي يو (الإنجليزية)
- كارلينهوس (لاعب كرة قدم مواليد 1990) على موقع Soccerway.com (الإنجليزية)